# 小泉町站

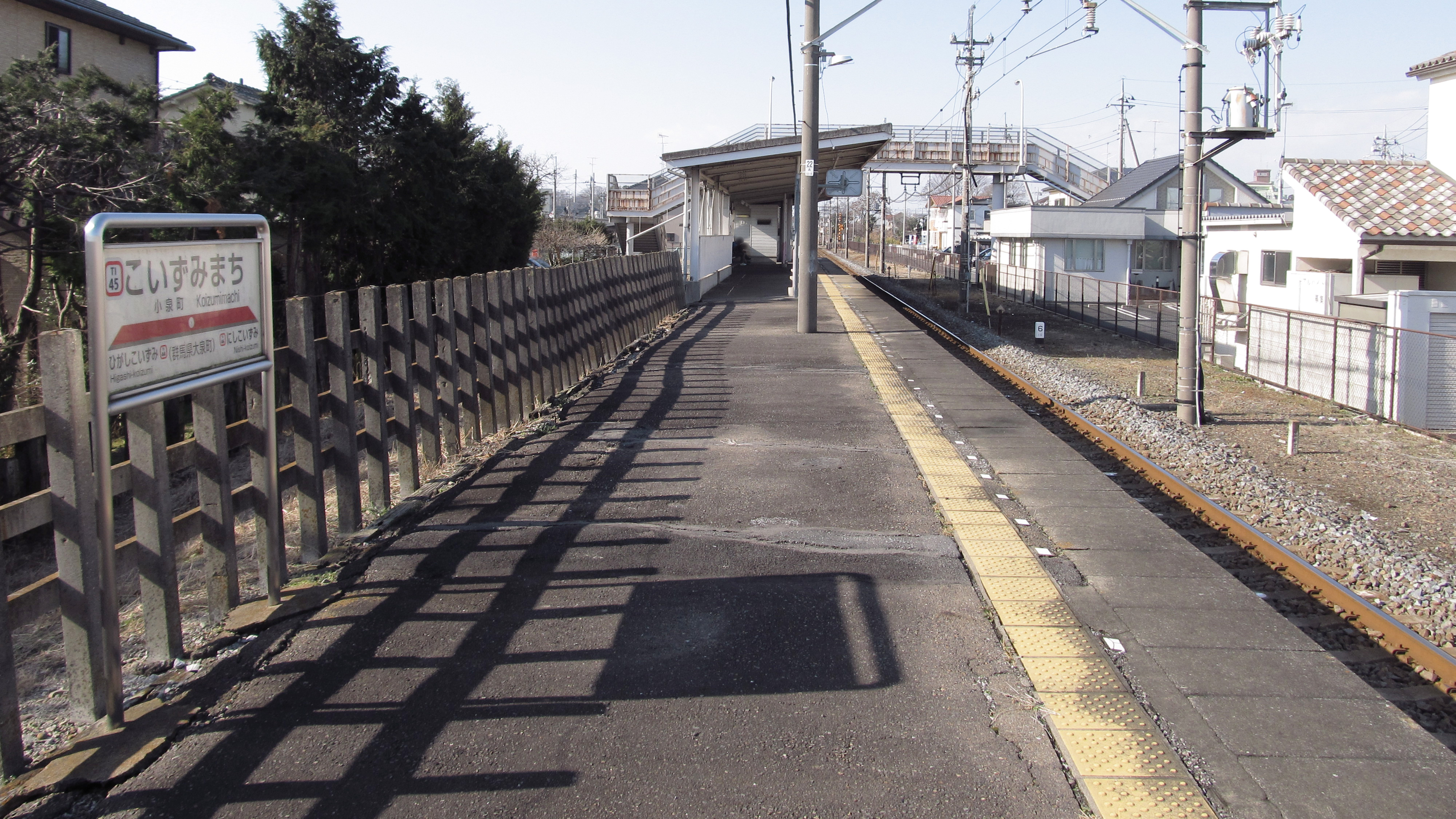
月台（2014年12月）

小泉町站（日语：／ Koizumimachi eki */?）是位於日本群馬縣邑樂郡大泉町，屬於東武鐵道小泉線的車站。車站編號TI 45。

## 年表
東武小泉線的前身中原鐵道（ちゅうげんてつどう）開通館林站至小泉町路段時，本站為當時的終點站。中原鐵道在1922年（大正11年）更名為上州鐵道，從輕便鐵道轉為地方鐵道。1937年（昭和12年）被東武鐵道收購，成為東武小泉線車站。
本站在東小泉站開始客運業務後停止服務，1955年（昭和30年）恢復服務。此時東小泉站也降格成信號所。該站在1977年（昭和52年）重新升格為客運車站。
- 1917年（大正6年）3月12日 - 中原鐵道車站開業。
- 1922年（大正11年）3月4日 - 中原鐵道更名為上州鐵道。
- 1937年（昭和12年）1月10日 - 東武鐵道收購上州鐵道。
- 1939年（昭和14年）4月13日 - 仙石河岸線小泉町站 - 仙石河岸站通車，本站成為中間站。
- 1941年（昭和16年）6月1日 - 太田 - 小泉町間開業。
- 1942年（昭和17年）5月10日[1] - 小泉信號所同年4月升格為東小泉站，本站停止客運業務。
- 1955年（昭和30年）9月20日[1] - 恢復客運業務。

## 車站構造
本站是側式月台1面1線的地面車站。站房與月台位於線路南側，並透過天橋連接線路北側。站內設有廁所。

## 使用情況
2016年度1日平均上下車人次為435人。
近年1日平均上下車人次變化如下表。
| 年度               | 一日平均上下車人次 |
| ------------------ | ------------------ |
| 2003年（平成15年） | 392                |
| 2004年（平成16年） | 413                |
| 2005年（平成17年） | 431                |
| 2006年（平成18年） | 411                |
| 2007年（平成19年） | 407                |
| 2008年（平成20年） | 427                |
| 2009年（平成21年） | 428                |
| 2010年（平成22年） | 484                |
| 2011年（平成23年） | 470                |
| 2012年（平成24年） | 464                |
| 2013年（平成25年） | 432                |
| 2014年（平成26年） | 385                |
| 2015年（平成27年） | 404                |
| 2016年（平成28年） | 435                |

## 車站周邊
大泉市區靠近西小泉站。
- 小泉城（日语：小泉城）跡
  - 城之內公園
- 大泉町文化村
- 群馬縣立大泉高等學校（日语：群馬県立大泉高等学校）
- 大泉郵便局（日语：大泉郵便局 (群馬県)）

## 巴士路線
2017年現在小泉町站周邊沒有路線巴士停靠。
2005年（平成17年）至2016年（平成28年）有大泉町的町內循環巴士さわやか（東路線）停靠「小泉町站西」巴士站。

## 相鄰車站
東武鐵道
 小泉線
東小泉（TI 44）－小泉町（TI 45）－西小泉（TI 46）

## 外部連結
- 小泉町（車站資訊） - 東武鐵道